# Taking the Blame
Taking the Blame es un corto de animación estadounidense de 1935, de la serie de Betty Boop. Fue producido por los estudios Fleischer y distribuido por Paramount Pictures. En él aparecen Betty Boop y Pudgy, su mascota canina.

## Argumento
Betty trae a casa un gato en una cesta. El felino, desde el primer momento, se portará agresivamente con Pudgy cuando Betty no los ve.  La culpa de todas las trastadas del gato recaerán sobre el perro, que será castigado injustamente por ellas.

## Producción
Taking the Blame es la trigésima séptima entrega de la serie de Betty Boop y fue estrenada el 15 de febrero de 1935.